# ビギナー (テレビドラマ)
『ビギナー』は、2003年10月6日から12月15日まで毎週月曜日21:00 - 21:54（初回と最終回はそれぞれ15分拡大で21:00 - 22:09）に、フジテレビ系の「月9」枠で放送された日本のテレビドラマ。主演はミムラとオダギリジョーであるが、主人公は8人（ミムラ、オダギリ、堤、奥菜、我修院、横山、北村、松雪）の司法修習生たちである。月9ドラマではこの作品からハイビジョン制作に変わった。

## 概要
月9枠のドラマでは前例がない「ヒロインを演技素人（芸能事務所・プロダクションに所属していても演技経験がなければこれに含まれる）を対象にオーディションで選んだ」ことで注目を浴びた。選ばれたミムラはこのドラマで女優デビューした。
ドラマ様式としては平凡な元OL、元不良、リストラされかけた元管理職など、年齢も境遇も異なる8人の男女が、司法試験（旧司法試験）合格後の司法修習で葛藤・奮起する姿を、コミカルにあるいはシリアスに描いた「青春群像劇」である。特定の人物の恋愛やサクセスストーリーだけではない描き方が、他の月9ドラマと異なる趣をみせている。
後述のドラマと実際の修習の違いの項を参照とするが、主人公の司法修習生たちをとりまく環境は、実際とは異なり、ドラマとして一部脚色されている。ドラマの背景や重要なテーマを視聴者に分かり易さを伝えるための手段と考えられるが、一般に誤解されがちな「被害者または加害者が同情に値するから厳罰または減軽に処すべきだという主に感情的側面の判断は、司法判断上では最も避けるべきであること」というテーマを全話を通して視聴者にわかりやすく伝えている。
身の周りで起きた事件や実際の判例をもとに司法修習生たちが討議していく場面では、「事例の再演（実際にそれをみることができるのは視聴者のみである）」「主人公たちが黒板に人物相関図などを記入しわかりやすく説明する」「主人公たちが検証しながら理解を深めていく」など、視聴者にわかりやすい構成・演出の工夫もなされていた。しかし、一番の特徴は、ほぼ毎回のように挿入されていた五月女ケイ子によるイラストであった。視聴者にコミカルさと何かしらの不安を与えるイラストは、ドラマ「ビギナー」が他の月9やテレビドラマと大きな違いを見せる要素の一つであった。他にも挙げられる特徴は主人公の司法修習生にはそれぞれ「実在のモデル」が存在することがあげられる。
これらのように一般視聴者に親しみやすく、わかりやすくする手法とともに、専門的分野においては法律事務所などの協力・監修もあったが、制作には司法試験予備校の早稲田セミナーが関わっており、法曹界・教育関係者の協力の上になりたった上質なドラマを目指す姿勢も見せていた。

## あらすじ
司法試験合格者は公務員に準じた身分で司法修習生となり1年半の間、実際の判例を元にした授業を受ける。 優秀な学生は大卒で司法試験に合格するが、社会人経験を積んだ後に合格する者、浪人期間の後に晴れて合格する者、主婦業の傍らで勉強して合格する者など人それぞれで、修習生たちは年齢も経歴も異なる。このドラマはそんな司法修習生たちの物語である。
家電会社の苦情処理担当の元OLで、たまたま司法試験に合格してしまった楓由子は物事を納得いくまで考えてしまうせいで少々鈍くさい。ある課題で「強要罪」と「強制わいせつ罪」のいずれが該当するかの判断に迷ったせいで課題の提出が遅れてしまい、授業後に予定されていたパーティーへの出席が遅れてしまう。パーティーの席には二次会に誰からも誘われなかった7人の修習生たちが居残っていた。授業で馬鹿丸出しの発言をして呆れられた羽佐間旬。勤めていた会社をリストラされかけ、娘の応援で司法試験に当期最年長合格した崎田和康。授業中に彼氏とのやりとりで携帯電話をいじり教官から𠮟責された松永鈴希。わずかな仕送りと警備員のアルバイトで苦労の末に合格した田家六太郎。主婦業の合間に勉強して合格した1児の母黒沢圭子。教官から経歴を問われてもはぐらかした“謎の美女”森乃望。そして週刊誌に業者からの接待を暴露され収賄容疑で財務省を追われた元エリート官僚の桐原勇平らであった。望に問われた勇平が二次会の場所を知っていると嘘をついたため、由子ら7人は勇平の後に続いて二次会に向かう。だが結局、場所を知らない勇平に連れ回された7人は課題の話題となり公園で勉強会を開く。彼らの出した共通の結論が「強制わいせつ罪が立証できる」だった。ところが翌日の授業で厳しい女教官沢口裕子から「強制わいせつ罪が立証できると書いたアホが8人いる」と真っ向否定され、簡潔な模範解答をした田中一郎のコピーをもらって復習しなさいと命じられる。
旬は沢口の言葉を真に受けて田中の解答をコピーしてもらうが、勇平は受け取ろうとしない。東大在学中、箔をつけるために司法試験に合格していた彼にとっては今更学生のまね事などばかばかしくてやっていられないのだった。望を中心にまとまった他の7人はそのまま勉強会を開くことにし、勇平も渋々そこに参加する。
その席で他の誰もが顚末を知る勇平以外の7人はそれぞれの身の上を語る。鈴希は現役合格者だが大学時代に裕福な親からマンションを与えられるなど苦労知らずだが、家族に関する悩みを抱えていた。望は「元ヤクザの愛人」でそうしたすさんだ生活と縁を切るため独学で勉強して司法試験に合格した。敬愛する祖母のため高校中退の元ヤンキーながら5年間の独学の末に合格した旬の発言を露骨に馬鹿にしていた勇平は旬と一触即発の状態に。すると望が突如席を立ってしまう。勇平も帰ろうとするのだが、望は牛丼の包みを抱えて戻ってくる。授業中、教官に「つゆだく」を質問された勇平が咄嗟に答えられず、失笑されたのを気にしていたので望は「私も食べたことはない」と買ってきたのだった。そんな望に勇平は好意を抱くようになる。翌日、由子は沢口から回答に余計なことを付け加えていると怒られ、簡単な質問にも答えられず退席を命じられる。由子をかばったのは同じ釜の飯ならぬ「つゆだく牛丼」を食った仲の7人だった。落ち込む由子を励ますため旬は祖母からもらった手作りの栞をプレゼント。由子は旬に淡い恋心を抱くのだが、旬は勉強を優先するため「恋愛禁止」を宣言していた。彼氏と二人で司法試験に挑んだものの自分だけが合格したことで結局別れることになった鈴希も旬の優しさにひかれる。
こうして脱線ばかりだが、なぜか鋭い所を突く「アホヤンズ」と呼ばれる劣等生グループが誕生するのだった。

## キャスト

### 主人公8人組（アホヤンズ）・司法修習生
主人公の一人である楓からの提案で8人で課題に取り組むことになった。課題検討の切り口や視点が独特であるために教官からもアホ呼ばわりされた8人組となった。自由参加のソフトボール大会参加に伴いチーム名として旬の提案で「アホヤンズ」と命名された。以後はこれが彼ら8人の呼び名となる。議論がまとまった時などは「妥当です。」と発言し意見に賛同する。
楓　由子 - ミムラ
23歳。宮崎県出身。家電会社消費者苦情処理センターの元OL（派遣社員）の修習生。司法研修所蛍雪寮の446号室に入る。
性格は気性が優しくおっとりしている半面、優柔不断でどんくさい。恋愛経験も少ない。「奇跡の一発合格」だったため法律家としての基本的知識に欠けていたり、初日の課題に手間取って制限時間までに提出できなかったりと初期時は修習生の中でも劣っていた。歓迎会の後にたまたま一緒になった他の7人と共に課題の検討を行い、自身の法律知識に対する自信のなさから、その後も8人で課題に取り組むことを希望する。ここに「主人公の8人組（アホヤンズ）」が誕生する。
前述の通り専門的知識に乏しい上に、普通は見過されがちな立場の人に感情移入することが多く、司法の限界に直面することになる。法学部の学生なら誰でも知っていて当然（松永の発言）である「信玄公旗掛松事件」や「宇奈月温泉事件」でさえ、即答できなかった。
相手の持つ「良心」に強く訴えかける才能があり、劇中終盤の実習で、路上生活の果てに衰弱した妻を殺害した男性の起案を泣きながら仕上げたり、他人名義のクレジットカードで換金性の高い新幹線の回数券を購入し詐欺罪で逮捕されたOLの証言から、彼女に入れ知恵して犯行を行わせたホストとのやりとりを通じ、「悪い奴ほどよく眠る」のことわざから、彼らの背後にあった窃盗団の組織犯罪を暴くなど検察官としての高い資質を見せるようになる。
当初から旬のことが好きでもらった栞を大事にしている。デートの誘いや告白を期待するものの、肝心なところではぐらかされている。
楓の悩みは一般の人が陥りやすい「立法・行政的役割を司法に期待する間違い」をわかりやすく問題提起している。
羽佐間　旬 - オダギリジョー
26歳。千葉県出身、祖母が鳥取県出身。元不良（硬派）で高校中退の修習生。干拓事業で漁師を廃業した父親の死により司法試験受験を決意し、5年後に独学で合格した。受験勉強中新聞配達をしている姿がエンディングで流れていることから新聞配達で生計を立てていたようである。自称「弱い者の味方」の弁護士志望。蛍雪寮の305号室に入る。
エリート意識が常に垣間見える勇平とは衝突を繰り返すが、後に理解し合うことになる。誰に対しても優しく、由子と鈴希が好意を寄せるが、修習中は自身に「恋愛禁止令」を課すなどストイックな面を持つ努力家でもある。
アホヤンズではボケ役で、課題では勝手な想像を膨らませて主観的に「弱者」（主に女性）を決め、一般的な法律の解釈から激しく逸脱する回答(「無罪」)を主張する。「アホヤンズ」の名付け親。実は由子のことが気になって仕方ないが肝心な場面ではぐらかしてしまう。
桐原　勇平 - 堤真一
42歳。神戸市出身。東大法学部卒の元財務省キャリア官僚。父は外資系商社マン、母は専業主婦の一人っ子。
在学中に合格した司法試験は、大蔵省（当時）入省に際して箔をつけるために受験したものである。
官僚時代に業者との「不適切な関係（銀座で一晩、1人90万円の接待）」をマスコミにリークされ、スケープゴートとして全責任を取らされる形で依願退職に追い込まれ失脚した。そのために政治家の娘だった妻からは辞職した日に離婚された。当初、研修所には妻の残した自転車で通学していた。
エリート官僚出身で知識・能力が高く、同時にプライドも非常に高いため、他の修習生を「学生に毛の生えた連中」と小馬鹿にする態度を示すことが多い。また見栄っ張りでそのために下らない噓をつくことがあったり、過去には既婚者でありながらも課題の現場となったホテルで行きずりの女性と関係していたなど、いかがわしい過去がある。
身から出た錆とはいえ、スケープゴートにされ地位も仕事も家庭も一瞬にして失ったために他人を信じられなくなり、自殺を考えるまで自暴自棄に陥り、酒浸りの荒んだ生活をしていたが大学時代のノートを見つけて司法の道での再起を決意した。ややもすると他人に厳しいのは自分1人の力で過去を乗り越えたことによる。
当初はアホヤンズに加わることに抵抗していたが、基本的には他人を信じたい性格のため、仲間との関わりを通して他者に少しずつ心を開いていく。
アホヤンズでは、常に一般的な法解釈に忠実な現実的な判断を下し、時として「弱い者の味方」の旬や由子と深刻な対立を生むこともある。しかしながら、実はかなりの泣き虫さんである。
差し入れのプリンやあんみつをばくばく食べていたことで終盤まで甘党だと思われていたが実は苦手。好物はコロッケ。
当初は判事もしくは検事志望だったが、弁護士になると決意する。最終回で旬の就職活動で重要な協力をする。
自身の痛い所を鋭く突きながら優しさもある望にひかれる。
特技はほれた女の指輪のサイズを当てること。
松永　鈴希 - 奥菜恵
22歳。司法試験は現役合格の優秀な修習生（大学の成績もトップ）。父親は裁判官、兄2人も法律家の法曹一家。検察官志望。蛍雪寮の405号室に入る。
一緒に勉強していた同じ大学の恋人が司法試験で不合格になり、そのため関係がギクシャクして悩んでいたが、メールで一方的に別れを告げられる。このときそばで優しくしてくれた旬に思いを寄せるようになり積極的にアプローチする。
考え方はシビアで勇平の意見に賛同することが多いが、過去の判例に則った保守的な判決しか下さない父親に反感を抱いていたことから、型破りな旬に惹かれていく。だが、彼の気持ちが由子にあることを知って、終盤では身を引いた。
アホヤンズでは突っ込み役。考え方や感性の違いから、時として父親と同年代の崎田と対立するが、あたかも親子げんかのような感じになる。
希望していた検察官に内定する。
田家　六太郎　（たけ　ろくたろう） - 我修院達也
農家の出身で6人兄弟の末っ子。いわゆる万年司法浪人で、18年間にわたり司法試験に挑み続け、ついに合格を果たした修習生。裁判官志望。蛍雪寮に入る。
司法浪人時代のアルバイト先で暴力団から暴行を受けた経験により、暴力一般に対して激しい拒否反応を示す。また親からの僅かな仕送りと警備員のアルバイトによる厳しい生活が長かったため、時として金銭面で的外れな個所に拘泥する事がある。法律の条文は全て暗記しているが、あまり自己主張することはなく、他者の意見に賛同することが多い。周囲の空気が読めず言わなくてよいことを主張してしまう。半面、特異なキャラクター性から「タケちゃん」と呼ばれ皆から（いじられて）愛されている。
最終話で、本人の口から希望していた裁判官に内定したことと、株式投資を始めたことが語られた。
黒沢　圭子 - 横山めぐみ
34歳。専業主婦の修習生。学生時代は「ミス立教」に選ばれた。大学法学部在学中の司法試験には失敗。卒業後結婚・出産して専業主婦となるが、再度司法試験に挑戦し合格した。幼稚園児の娘がおり、修習期間中は家事・育児との両立や夫の浮気にも悩まされるが、他のアホヤンズが「はやッ！（早いの意味）」と思うくらいに早期に立ち直り、夫婦円満となる。意外と家庭的な料理が得意。
主に専業主婦または母親の観点で議論に参加するも、やや理想論に傾く傾向がある。
アホヤンズでは基本的に陽性な性質のためかムードメーカーとなることが多い。同時に他者の脱線に容易に乗ってしまうことも多い。
崎田　和康 - 北村総一朗
54歳。元大手商社総務部長の修習生。中間管理職でリストラ寸前であったが、法学部出身であったことから高校生の一人娘に薦められ司法試験を受ける。この期の最年長合格者。妻は群馬県下仁田出身で、結婚前にミスコンニャクになったことがある。修習生の給料がサラリーマン時代の半分以下のため、生活が苦しい状況である。他の修習生たちの恋愛関係を勝手に妄想している。
アホヤンズでは最年長でリーダーと勝手に自負している面があるが、もっぱら空回りしがち。考え方は現実的ではあるが年相応に保守的で、現代っ子の鈴希とは対立することが多い。
森乃　望 - 松雪泰子
30歳。東京都出身。墨田区錦糸町が本籍地。後に桐原が深く関わることになる誕生日は11月22日（3話で一瞬出てくる履歴書では12月6日生となっている）。
都立向島高校（架空）中退。極道の内縁の妻だった時に、関係のあった暴力団組織が覚せい剤を青少年に売買したことを内部告発した。
同時に組織から抜け、内縁の夫とも別れて、それまでの人生と決別するために司法試験受験を決意し、独学で合格する。
もともとは検察官志望だったが、過去の経歴に邪魔をされ、就職活動にも苦労する。野佐木教官から札幌の弁護士事務所を斡旋されて思い悩む。
アホヤンズでは精神的に一番大人であり、修習生としても優秀である。討議の際にも要点をしっかりと押さえ、理想と現実のバランスを取りながらリーダーシップを発揮し、議論が著しく脱線したときには、元に戻そうと努力するのは彼女だけである。
同じく過去に闇を抱える勇平とは互いにリラックスして常に軽口をたたきあう仲のよい関係。入所パーティーの時に、勇平の風貌を写真で見るよりイイ男と評価していた。
終盤で勇平からのプロポーズを一度は受けたが、その後、希望していた検察官への道が開かれ悩んでいたもよう。勇平から無理して結婚しなくてもよいといわれ、検察官になることを決意。

### 司法修習所関連人物
山本　宗司 - 金田明夫（第1～3、5～7、9～11話）
「あってはならない」が口癖の司法研修所教務課の課長。
規則に厳しく、時として規則から逸脱するアホヤンズを苦々しく思っていたが、後に理解を示し、協力的になる。
結婚が早かったため高校生の娘がいる。
エンディングクレジットでは、第1話を除いて「あってはならない山本」「通常甘受すべき山本」などとストーリーに絡めた役名になっていた（後述）。
南教官の課題では重要な役を演じた。
田中　一朗 - 岡田義徳（第1～4、11話）
常に模範的な回答をする秀才タイプの修習生。弁護士志望。もちろん現役合格組。後に業界では花形とされる外国法人の渉外弁護士事務所に入る。
脱線を繰り返すアホヤンズの言動に対して苛立つ場面もあるが、後に内心では自分には無い自由な討論を「羨ましく」思っていたことを告白する。
自由参加のソフトボール大会では、チーム「ソッシュ」のピッチャーを務めるが、田家六太郎にホームランを打たれた。

#### 教官・指導官
沢口　裕子 - もたいまさこ（第1、2、11話）
教官。検察官。後に「アホヤンズ」を自称する8人を、ズバリ「アホの8人」と表現し、彼らの言動に批判的な態度を示す。
後に楓の性格に好感を持っていることを打ち明けるが、法律家としての素質については最後まで懐疑的であった。
「法曹には厳密な法解釈が必要であること」を強調し、「司法の限界・立法との差」を一般に解り易く啓蒙していた。
野佐木　恍也 - 石橋凌（第1～3、6～11話）
教官。検察官。教官の中では指導的な立場らしく、初っ端に修習生に対して「心構え」を叩き込む。
法曹のエリート意識を強調する場面もあるが、楓や桐原、更には問題のある過去を持った森乃の就職先も心配していた。
南　ゆり子 - 松下由樹（第2、3話）
教官。裁判官。「アホヤンズ」に対しては比較的理解がある。「下着を付けない主義」と公言。
「目撃証言の曖昧さ」や「関係者の背後にある感情を見抜く力」を教える。
重松　幸輔 - 大杉漣（第3～5話）
教官。弁護士。民事中心の「人権派」弁護士らしく、森乃とは以前なんらかの民事介入暴力事件に絡んで接点を持っている（森乃は覚えていない）。
後に楓と桐原が弁護修習でお世話になった。
模範的な田中とアホヤンズたちの回答を対比させることで「法律による解決以外にも様々な問題解決方法がある」ことを教える。
星野　聡 - 若林豪（第8話）
裁判官。楓が刑裁修習に赴いた東京地裁の担当裁判官。
「いかなる場合でも裁判官は感情を表に出してはいけない」ことを教える。
相島　忠子 - 中島宏海（第9話）
検察官。楓達が検察修習に赴いた東京地検の指導担当検事。
面子にこだわっており、桐原と田家が次席検事との間で決裁理由により振り回される。

### その他の出演者
- 司法修習生 - 青木一、石母田史朗、岩井景、緒方淑子、奥田隆仁、金澤君光、金子敦、久保麻衣子、小泉麻寸彦、小林奈々、三枝俊博、沢口隆夫、白石猛、杉野雄太、大坊健太、田代絢子、田中洋之助、血野滉修、堤匡孝、夏秋佳代子、西尾一幸、福田大久、藤川俊祐、藤島源寛、堀健一、松元紀子、元永真広、森田浩介、山口友和、山崎洋介、山下征彦、結城淳、横地直大、吉田誠司、ワタナベアツシ
- 第1話
  - 電話局オペレーター - 三浦実樹
  - Y子 - 北村亜里沙
  - 縁起でもない電報を送った男X - 海老原敬介
  - 事務局長 - 三井善忠
    - ※第7話、第8話では（男A・堀池靖）として出演。

  - 羽佐間のバッチャン - 花原照子
  - B子 - 竹沢友美
  - B子を脱がせた男A - 加藤忠可
  - 過剰接待の女たち - 坂本麻紀子、菊池友子、斉藤優香、吉岡彩、吉田美佐夫
- 第2話
  - C子 - 有衣子
  - 楓の母（声） - 床嶋佳子
- 第3話
  - 猪瀬夫人 - 森下涼子
  - 主婦Z - 大塚良重
  - 男B - 虎牙光揮
    - ※第5話では、道路交通法違反で逮捕された大野誠として出演。

  - 猪瀬 - 今井朋彦
  - 寮のおばちゃん - 篠崎はるく
  - 猪瀬夫人の友人 - 七瀬葵
  - 管理人Y - 岩田丸
  - 少女A子 - 井上結菜
  - 2番 - 森聖二
  - 3番 - 高木裕喜
  - 4番 - まつだ壱岱
- 第4話
  - おじいさんX - 谷津勲
  - おじいさんX家の嫁 - 平淑恵
  - おじいさんXの孫 - 稲田英幸
  - 男Y - 浅見小四郎
  - 男Yの仲間 - BOB藤原
  - ケーキ屋の店長 - 吉川真由子
- 第5話
  - 古井弁護士 - 中丸新将
  - 小寺弁護士 - 伊藤正之
  - アバウトな弁護士 - 野村祐人
  - 大野誠 - 虎牙光揮
    - ※第3話では、女の子誘拐の容疑者である男Bとして出演。

  - 芦田製作所の娘 - しらたひさこ
  - 被告人 - 鄭龍進
  - 佐伯弁護士 - 森田友美恵
  - あきれる裁判官 - 井上浩
  - 検察官 - 井上康
  - 掃除の人 - 中島陽子
  - 銀行支店長 - 森喜行
  - 銀行員 - 牟田浩二
  - 警官 - ヘーデル龍生、富永研司
  - 被告人の母 - 佐々木すみ江
- 第6話
  - 伊勢今日子 - 室井滋
    - 森乃望の元妹分。傷害事件の教唆犯容疑で任意事情聴取される。後に桐原と偶然に出会い、更生を誓う。

  - 男Y - 小原雅人
  - X子 - 井上訓子
  - シンちゃん - 島津健太郎
  - ブルーのマスター - 安井順平
  - 黒沢彩花 - 小林萌恵
- 第7話
  - 男A - 三井善忠
  - B子 - 広岡由里子
  - 女性X - 中村敦子
  - 売店のおばちゃん - 川俣しのぶ
  - 主婦Y - 日野優美子
  - 借金の取立人 - 市丸優
  - 警官 - 佐藤祐一
  - 楓の母（声） - 床嶋佳子
- 第8話
  - 男A・堀池靖 - 三井善忠
    - ※第7話から継続。第8話で名前が明かされる。第1話では、入所パーティーで挨拶する事務局長として出演。

  - B子・堀池澄子 - 広岡由里子
    - ※第7話から継続。第8話で名前が明かされる。

  - 池澤弁護士 - 春海四方
  - 青森からはるばるやって来た男Aのもと仕事仲間 - 鶴田東
  - 素敵な猪瀬夫人リターンズ - 森下涼子
    - ※第3話以来の出演という意味での「リターンズ」。

  - 検察官 - 野口雅弘
  - 陪席裁判官 - 北見誠
  - 猪瀬夫人の友人 - 水野道代、小張裕加子
- 第9話
  - 相模冬子 - 京野ことみ
    - 元OLの在宅被疑者。カード詐欺容疑で逮捕され、楓と松永が検察修習で取り調べることになった。事件の背後に大規模カード窃盗詐欺団の存在が浮上したが、楓の取調で本人は初犯で窃盗団とは無関係であることが判明した。

  - 自転車泥棒 - モロ師岡
  - 刺身万引犯 - 銀粉蝶
  - 食い逃げ犯 - 村松利史
  - ホストのジョン - 葉山力樹
  - 決済官 - なべおさみ
  - そば屋のおやじ - 本多晋
  - 自転車屋の店員 - 鈴木良崇
  - カード窃盗・詐欺団 - 肥田俊輔、見城貴信
- 第10話
  - 渡辺由紀 - 木村多江
    - 警官。楓を強盗致傷容疑の任意事情聴取で担当した富坂中央署の所轄警察官。実際の被疑者が出頭し楓の容疑は晴れる。楓に刑事事件の実態と現実の厳しさを教える。

  - 担当刑事 - 田窪一世
  - 女の子B - 鈴木みわ
  - 会社員A - キモサベポン太
  - 背広姿の男 - 中根徹
  - 女性X - 竹本聡子
  - 自称被害者 - 高村晃平
  - その相手の男 - 手代木宇
- 最終話
  - 伊勢今日子 - 室井滋
  - 主婦X - 土居由佳理
  - パートの女の子 - 石井里弥
  - 家族の食卓を囲む父 - 平尾良樹
  - 家族の食卓を囲む母 - 松元紀子
  - 主婦 - 田村あかね
  - ある主婦 - 熊倉智恵
  - 若い女 - 小松寿子
  - そのカレシ - 大江聡
- 10話の後半で、警察署廊下で揉み合い警官に制止される男役として、松雪泰子の実弟・高村晃平が出演している。
- その他……ヒロイン応募で最終選考に残った数人が、事件の再現ドラマの役などで起用されている。

## スタッフ
- 脚本：水橋文美江
- 音楽：吉俣良
- 演出：水田成英（フジテレビ）、川村泰祐 、松山博昭（フジテレビ）
- プロデューサー：山口雅俊（フジテレビ）
- 協力：友常木村法律事務所（現在はアンダーソン・毛利・友常法律事務所）
- プロデュース協力：楠山法律事務所

## 主題歌・劇中歌
カーペンターズ「トップ・オブ・ザ・ワールド」
毎回エンディングで使用された主題歌。クレジットとともにバックには、本編では（全部は）描かれていなかったアホヤンズ各人の司法試験受験前のバックグラウンドを垣間見ることができる映像が流れる。サウンドトラック盤にはインストゥルメンタル曲として収録されている。
なおフジテレビがアメリカ国内で同ドラマを放送した際、版権問題のために同曲が使用できず、竹内まりやの『純愛ラプソディ（インストゥルメンタル）』などに差し替えられた。
「The Strongest Beginner」
オープニング時に流れるドラマオリジナルのギター、ベース、ドラム、ストリングス混成のインストゥルメンタル曲。爽やかさとスピード感を与える印象的な曲である。本放送終了後に様々な情報番組などのBGMに使用されることから良質な楽曲として受け入れられていると思われる。
カーペンターズ「見つめあう恋（原題： A Kind Of Hush ）」
劇中で使用された。サウンドトラック盤にはカーペンターズの原曲はもちろん、インストゥルメンタルアレンジも収録されていない。
The New Seekers「愛するハーモニー（原題： I'd Like To Teach The World To Sing (in Perfect Harmony) ）」
劇中で比較的多く使用された歌唱曲。サウンドトラック盤には原曲もインストゥルメンタルアレンジも収録されていない。
カーペンターズ「青春の輝き（原題：I Need to Be in Love）」
最終話にて使用された
布施明「これが青春だ」
ドラマオリジナルサウンドトラックとしてのインストゥルメンタル曲もあるが、布施明が歌唱しているオリジナル曲も使用された。
なお、この曲自体はテレビドラマ「これが青春だ（1966年、日本テレビ）」の主題歌であったが、このドラマには主人公（竜雷太）の友人役で若き日の北村総一朗が出演している。

## 放送日程
| 各話                                                       | 放送日         | サブタイトル(完全版)                 | 演出     | 視聴率 |
| ---------------------------------------------------------- | -------------- | ------------------------------------ | -------- | ------ |
| 第1話                                                      | 2003年10月6日  | 人生も恋も新人                       | 水田成英 | 15.6%  |
| 第2話                                                      | 2003年10月13日 | 検証！女の心                         | 水田成英 | 16.4%  |
| 第3話                                                      | 2003年10月20日 | 黒いパンツを見た・・・・             | 川村泰祐 | 16.6%  |
| 第4話                                                      | 2003年10月27日 | 焼き鳥は誰のモノ?                    | 川村泰祐 | 13.5%  |
| 第5話                                                      | 2003年11月3日  | もらえ! ポケットティッシュ           | 水田成英 | 18.0%  |
| 第6話                                                      | 2003年11月10日 | 依頼人はウソをつく!                  | 松山博昭 | 18.3%  |
| 第7話                                                      | 2003年11月17日 | アンパンは誰が食べた?                | 川村泰祐 | 15.4%  |
| 第8話                                                      | 2003年11月24日 | 泣くな! 見習い裁判官                 | 水田成英 | 15.5%  |
| 第9話                                                      | 2003年12月1日  | 検察官はつらいよ                     | 松山博昭 | 12.2%  |
| 第10話                                                     | 2003年12月8日  | 恋する「それらしき子」＆悲願のカツ丼 | 川村泰祐 | 15.3%  |
| 最終話                                                     | 2003年12月15日 | 検証! 私たちはここにいた             | 水田成英 | 16.9%  |
| 平均視聴率 15.8%（視聴率は関東地区・ビデオリサーチ社調べ） |                |                                      |          |        |

## 関連商品
- 『ビギナー DVD-BOX』：収録時間：08:00:00, 発売日：2004年03月17日, 販売元：株式会社ポニーキャニオン, 規格番号：PCBC-60044
- 『ビギナー オリジナルサウンドトラック』：発売日：2003年11月19日, 販売レーベル:ポニーキャニオン

## 山本宗司のエンディングクレジットの変化
山本宗司の「あってはならない」の台詞や、その回ごとのシチュエーションから、エンディングクレジットの山本宗司教務課長の肩書きが変化する。　
- 第1話 - 山本宗司
- 第2話 - 「あってはならない」の山本
- 第3話 - 茶髪にミスリードした山本
- 第4話 - （出演なし）
- 第5話 - 通常甘受すべき山本
- 第6話 - ツマミなど あってはならない山本
- 第7話 - 秒単位で〆切る山本
- 第8話 - （出演なし）※完全版DVDでは出番があり、肩書きは「山本ヤカラ」
- 第9話 - 見つめ合ってはならない山本
- 第10話 - 「この時期」をあおる山本
- 最終話 - どこから見てるの？時間に厳しい山本

この他にもエンドクレジットでは遊びが見られ、第10話では楓由子に（それらしい子）、最終話では田中一朗も「実はいいヤツ！田中一朗」に変化する。
また第1話から第10話までの「ミムラ（新人）」が最終話では「ミムラ」となる。

## 実際の司法修習との違い
- 第1話で出てくる入所パーティーは、実際には司法修習生たちが自主的に主催・運営する会費制のパーティーである。毎年、都内のホテルなどで開催される。最近は入所パーティーは行われていない。[要出典]
- 実際の司法研修所には教務課という部門はない。
- 第2話から登場する蛍雪寮は旧横浜地裁刑事庁舎（この建物は他のドラマでも、たびたび使用されている）が使用されている。和光市にある実際の司法研修所修習生用寮の名前は「いずみ寮」である。当初は、東京が実務修習地の修習生は寮に入ることができないのが原則であったようだが、現在は東京が実務修習地の修習生であっても入寮が認められることがある。「いずみ寮」はドラマで映し出されたような古びた広い部屋ではなく、7階建ての新しくきれいな建物であるが、白く塗られた狭い部屋で、研修所側でも修習生の間でも病院の個室のようだといわれている。
- 司法研修所の出席簿は教室内の回覧式ではなく、建物入口付近に全クラス分が置かれている。
- 第2話の実況見分調書抜きの供述調書だけで事件を推察させる課題は、実際の修習では事実認定がもっとも大事な修習のひとつであるため、出題されない。なお、実際の修習でも、編集された過去の裁判例が課題となる。
- 第3話と第10話で出てくる司法修習生の給与は国家公務員I種採用と同額である。現在司法修習生には、給与ではなく給付金という形で支払われている。
- 第4話で楓が事件の当事者と現場を訪ねるが、白表紙（事件記録などが書かれた課題テキスト）は編集されていて、実際の人物・場所は特定できないようになっている。
- 第9話で楓がカツ丼を取るシーンがあるが、検察取調べでは出前を取ることはできない。
- 第9話で桐原と田家が指導検事と次席検事の間で右往左往する場面が出てくるが、冒頭の取調シーンでも桐原が被疑者に説明するとおり、実際の検察では意見が異なる場合は上席者の決裁が優先される。
- 第10話で羽佐間が1枚だけの起案を提出しているが、これは出来が悪い起案としてデフォルメされている。第1話で楓が時間外提出した起案のように実際の起案は数十枚におよぶ。
- 最終話で就職活動が出てくるが、制作当時の弁護士の場合、二回試験（司法修習考試。いわば卒業試験）の前にはほとんど就職が決まっていた。
- 最終話の二回試験で、羽佐間旬が試験時間終了後も起案を続けていたが、実際の二回試験では時間終了に厳格なため、時間終了後に起案を続行することはできない。